# إيما فوربس
إيما فوربس (بالإنجليزية: Emma Forbes)‏ هي مقدمة تلفزيونية بريطانية، ولدت في 14 مايو 1965 في هامرسميث في المملكة المتحدة.

## وصلات خارجية
- إيما فوربس على موقع IMDb (الإنجليزية)
- إيما فوربس على موقع قاعدة بيانات الفيلم (الإنجليزية)